# Првенство Југославије у ватерполу 1951.
Првенство Југославије у сезони 1951. је седмо такмичење организовано под овим именом од стране Ватерполо савеза СФР Југославије од оснивања лиге 1945. и то је први степен ватерполо такмичења у СФР Југославији.
У првенству је учествовало 8 клубова и играно је по једнокружном систему, односно свако је одиграо по једну утакмицу са другом екипом. ВК Југ из Дубровника је завршио сезону на првом месту, међутим три месеца касније скупштина Пливачког савеза Југославије у Загребу поништила је утакмицу Југ-Морнар, у којој је резултат био 1:0 за Југ. Као разлог за такву одлуку наведено је да је Југ „задржавао игру против правила“, јер у то време није било мерења напада. Званично се првенство завршило без првака, али Југ га ипак рачуна као седамнаесту титулу (рачунајући и титуле освојене у Краљевини Југославији).

## Табела
| Поз. | Клуб               | Бр. утакмица | Победа | Нерешено | Пораз | П+ | П- | П+/- | Бодови |
| ---- | ------------------ | ------------ | ------ | -------- | ----- | -- | -- | ---- | ------ |
| 1    | Југ Дубровник      | 7            | 6      | 1        | 0     | 64 | 12 | +52  | 13     |
| 2    | Морнар Сплит       | 7            | 5      | 0        | 2     | 50 | 9  | +49  | 10     |
| 3    | Јадран Сплит       | 7            | 4      | 2        | 1     | 42 | 21 | +21  | 10     |
| 4    | Приморје Ријека    | 7            | 4      | 1        | 2     | 35 | 20 | +15  | 9      |
| 5    | Младост Загреб     | 7            | 3      | 2        | 2     | 22 | 12 | +10  | 8      |
| 6    | КПК Корчула        | 7            | 2      | 0        | 5     | 9  | 54 | -45  | 4      |
| 7    | Јадран Херцег Нови | 7            | 1      | 0        | 6     | 8  | 59 | -51  | 2      |
| 8    | Север Београд      | 7            | 0      | 0        | 7     | 3  | 46 | -43  | 0      |